# باشگارنتسی مارتیروس
باشگارنتسی مارتیروس (ارمنی: Բաշգառնեցի Մարտիրոս یا Մարտիրոս Աբրահամյան؛  زادهٔ ۱۸ سپتامبر ۱۸۸۵ - درگذشته ۹ نوامبر ۱۹۵۷) فرد نظامی، فدایی اهل ارمنستان بود. (۱۸۸۶-۱۹۵۷)

## زندگی‌نامه
وی در ۱۸ سپتامبر ۱۸۸۵ در باش گارنی به دنیا آمد .  وی در ۹ نوامبر ۱۹۵۷ در سن ۷۲ سالگی در تهران درگذشت.

## یادداشت
1. ↑  Բաշ Գառնի